# جيالي
جيالي هي جزيرة بركانية تتبع مقاطعة دوديكانيسيا، اليونان.